# 신용 구간
베이즈 통계에서 신용 구간은 값의 범위 내 관측 매개변수 값으로 특정한 주관적 확률이다. 그것은 간격에서 도메인의 후확률 분포 또는 예측 배포한다. 이를 일반화하여 다변량 문제를 신뢰할 수 있는 지역이다. 신뢰할 수 있는 구간은 유사한 신뢰 구간에서 frequentist 통계, 비록 그들과 다를 철학에 기초; Bayesian 간격으로 치료를 그들의 범위 수정 및 예상 매개 변수로는 임의 변수는 반면, frequentist 신뢰 구간을 치료하는 그 경계를 임의로 변수를 매개 변수로 고정 값을 가진다. 또한,베이지안 신뢰할 수 있는 간격을 사용(실제로는, 필요로)기술의 특정 상황에 맞는 사전에 배포하는 동안, frequentist 신뢰 간격지 않는다.
예를 들어, 모수 {\displaystyle \mu }의 가능한 값의 분포를 정하는 실험에서 만약 {\displaystyle \mu }가 35와 45 사이에 있을 주관적 확률이 0.95라면, 95%신용 구간이 된다.{\displaystyle }

## 선택하는 신뢰할 수 있는 간격
신뢰할 수 있는 간격지에서 고유한 뒤 배포한다. 정의하는 방법은 적합한 신뢰할 수 있는 간격을 포함한다:
- 선택하는 좁은 간격에 대한 단봉 배포를 포함할 것이 사람들을 선택하는 값은 확률이 가장 높은 밀도 포함한 모드다. 이것은 때때로 라는 가장 높은 후부 밀도 간격이다.
- 선택하는 간격을 확률은 아래되는 구간은 가능성으로 되고 있다. 이 간격이 포함된다. 중간이다. 이것은 때로는 동일한 꼬리 간격이다.
- 행하고 있고, 선택은 간격한 의미의 중심 지점이다.

가능 프레임의 선택 믿을 수 있는 간격에 의사결정론 그리고, 그런 맥락에서, 최적의 간격이상이 될 확률이 가장 높은 밀도로 설정한다.

## 빈도주의 신뢰 구간과 베이즈 신용 구간의 차이
빈도주의 95% 신뢰 구간(confidence interval)은 많은 수의 반복되는 표본이 있을 때, 그렇게 계산된 95% 신뢰 구간들이 매개변수의 참값을 포함함을 뜻한다. 빈도주의자의 용어에서는 매개변수는 고정되고(가능한 값의 분포를 가질 수 없다고 여기지는) 신뢰 구간은 임의이다.(따라서 임의의 표본에 의존한다)
베이즈 신용 구간(credible interval)은 빈도주의 신뢰 구간과 두 가지 측면에서 다르다.
- 베이즈 신용 구간은 사전 분포로부터 문제에 특화된 문맥 정보와 혼합되지만 빈도주의 신뢰 구간은 오로지 데이터에만 기초한다.
- 베이즈 신용 구간과 빈도주의 신뢰 구간은 장애모수(nuisance parameter)를 현저하게 다른 방식으로 다룬다.

하나의 모수와 하나의 통계로 요약할 수 있는 데이터에 대해, 베이즈 신뢰구간과 빈도주의 신뢰구간은 미지의 모수가 균일 분포인 사전 분포를 가진 위치 모수(즉, forward 확률 함수가 {\displaystyle \mathrm {Pr} (x|\mu )=f(x-\mu )} 형태를 가질 때)일 때와 미지의 모수가 제프리의 사전분포 {\displaystyle \mathrm {Pr} (s|I)\;\propto \;1/s}인 크기모수(즉, forward 확률 함수가 {\displaystyle \mathrm {Pr} (x|s)=f(x/s)} 형태를 가질 때) 서로 같아진다. 후자는 크기 모수에 로그를 취하면 균일 분포를 가진 크기 모수가 되기 때문이다. 하지만 이러한 것들은 확실히 특별한(하지만 중요한) 경우이고, 일반적으로는 두 신뢰구간을 같다고 할 수 없다.

## 추가 자료
- Morey, R. D.; Hoekstra, R.; Rouder, J. N.; Lee, M. D.; Wagenmakers, E.-J. (2016). “The fallacy of placing confidence in confidence intervals”. 《Psychonomic Bulletin & Review》 23 (1): 103-123. doi:10.3758/s13423-015-0947-8.